# Svatováclavské milenium
Svatováclavské milenium byly státní a církevní oslavy výročí tisíce let od smrti knížete svatého Václava, které se konaly v Praze od pátku 27. do neděle 29. září 1929. Slavností se účastnili prominentní hosté z Československa i zahraničí v čele s prezidentem T. G. Masarykem, který usiloval o občanský a státní charakter slavnosti, aby potlačil vliv klerikálů, ale zároveň tak signalizoval usmíření mladého Československa s katolickou tradicí. Přes odpor nekatolických a ateistických kruhů se tak velkolepé oslavy jubilea staly úspěchem českého politického katolicismu.